# Marion Tournon-Branly
Marion Tournon-Branly est une architecte française née le 23 septembre 1924 à Paris, où elle est morte le 15 mai 2016,.

## Biographie

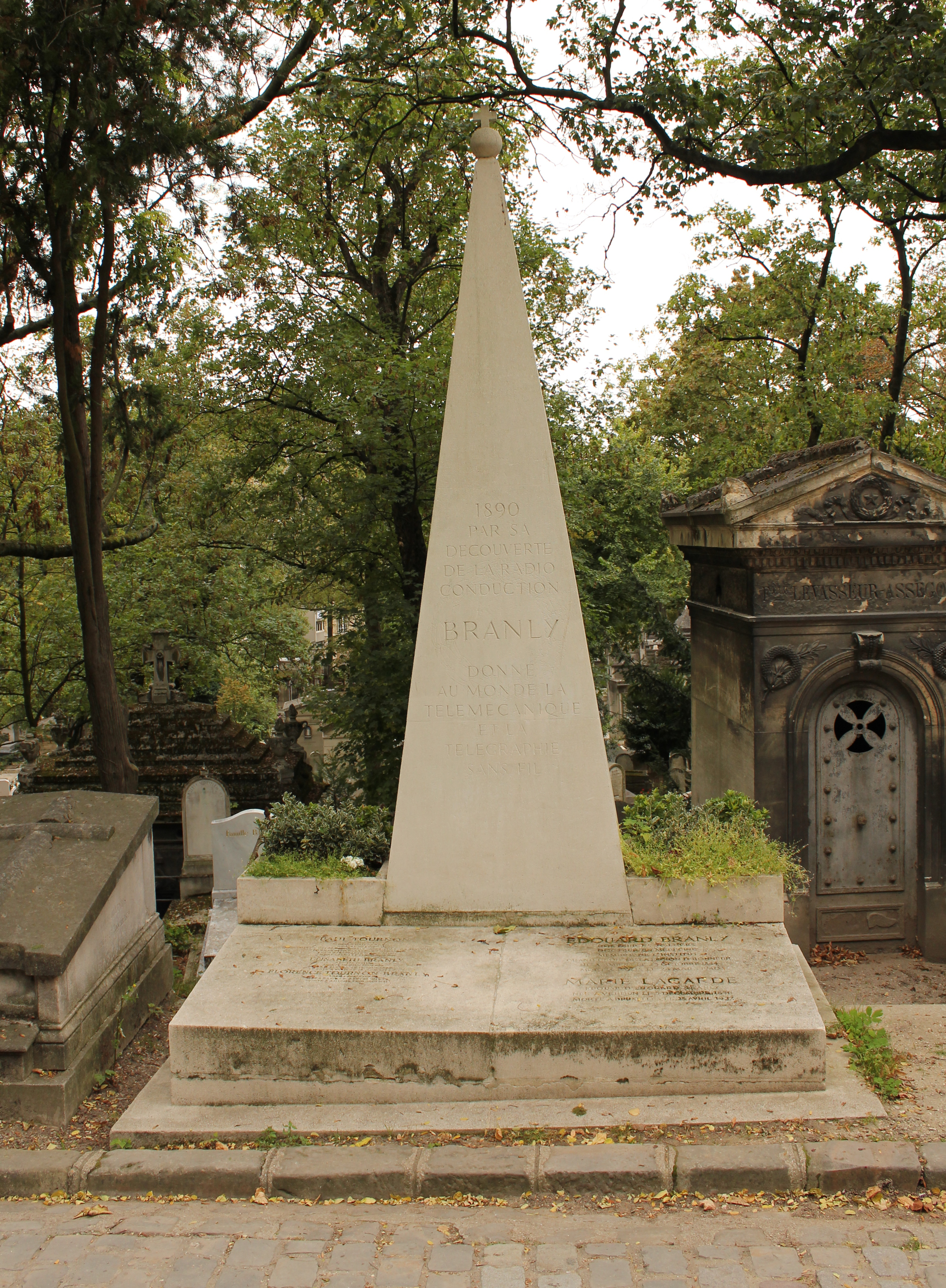
Tombe au cimetière du Père-Lachaise.

Marion Tournon-Branly est la fille de Paul Tournon et d'Élisabeth Branly-Tournon, et la petite-fille d'Édouard Branly. Élève à l'École des Beaux-Arts, elle est architecte DPLG en 1948. Elle travaille ensuite avec Auguste Perret dans son atelier. Professeur à l'École d'architecture de Paris-Malaquais, de Paris-Tolbiac, aux Écoles d'art américaines de Fontainebleau et au California Polytechnic State College. Directrice de la section Beaux-arts des Écoles d'art américaines de Fontainebleau de 1975 à 1989, puis de 2000 à 2003.
Elle est enterrée au cimetière du Père-Lachaise (10e division).

## Œuvres
- 1956 : école rue Boulard, dans le 14e arrondissement de Paris.
- 1957 : maison de Claude Roy à Saint-Martin-de-Bréthencourt.
- 1960-1963 : amphithéâtre de la Fondation de Coubertin, à Saint-Rémy-lès-Chevreuse.
- 1967-1969 : transfert et transformation d'une grange dîmière médiévale en église abbatiale à l'abbaye de Saint-Wandrille.
- 1968 : chapelle de la résidence étudiante Pierre de Coubertin à Paris.
- Bâtiments scolaires à Manosque, Gentilly, Grasse et Paris (rue Boulard).
- Bâtiments conventuels de l'abbaye de Saint-Benoît-sur-Loire.